# Giacomo Borlone
Giacomo Borlone de Buschis est un peintre italien du XVe siècle.

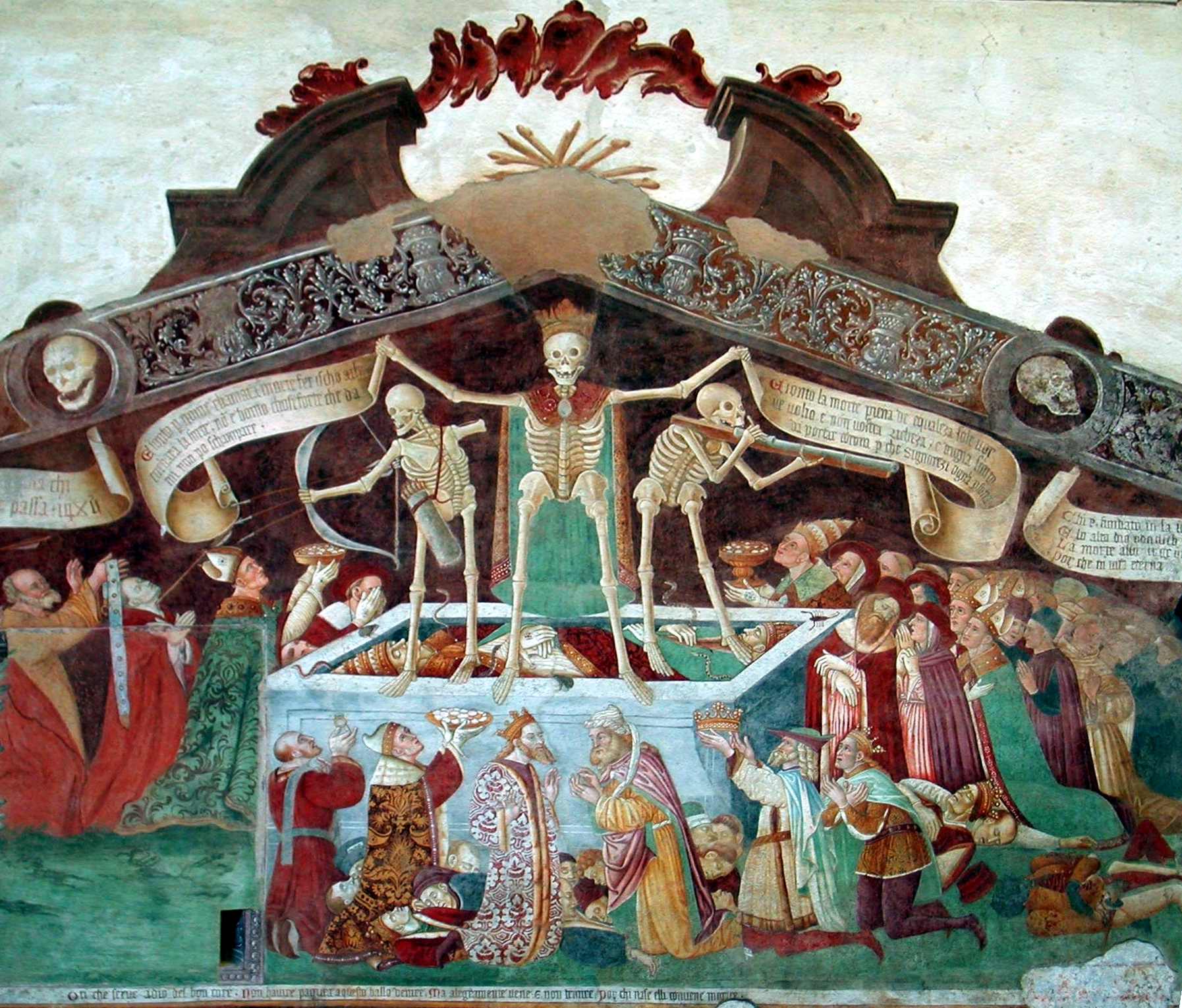
Danse macabre du Triomphe de la Mort, sur la façade d'une maison à Clusone en Italie.